# Codocera tuberculata
Codocera tuberculata là một loài bọ cánh cứng trong họ Ochodaeidae. Loài này được Medvedev & Nikolajev miêu tả khoa học đầu tiên năm 1972.